# Merritt Giffin
Merritt Giffin, född 20 augusti 1887, död 11 juli 1911 i Joliet, Illinois, var en amerikansk friidrottare.
Giffin blev olympisk silvermedaljör i diskus vid sommarspelen 1908 i London.